# Kiboko (Fluss)
Der Kiboko ist ein Fluss in den Countys Kajiado und Makueni im Süden Kenias. Er entspringt nahe der Stadt Kajiado und entwässert das Gebiet um den Mount Ile Melepu. Er vereinigt sich nahe der Stadt Kalii mit dem Athi.